# Cantó de Notre-Dame-de-Bondeville
El cantó de Notre-Dame-de-Bondeville és un cantó francès del departament del Sena Marítim, situat al districte de Rouen. Té 8 municipis i el cap es Notre-Dame-de-Bondeville.

## Municipis
- Le Houlme
- Houppeville
- Malaunay
- Montigny
- Notre-Dame-de-Bondeville
- Pissy-Pôville
- Roumare
- Saint-Jean-du-Cardonnay
- La Vaupalière

## Història
| Data d'elecció                           | Identitat       | Partit | Qualitat |
| ---------------------------------------- | --------------- | ------ | -------- |
| 1982-1988                                | Gilbert Grenier | PCF    |          |
| 1988-                                    | Jean-Yves Merle | PS     |          |
| les dades anteriors no són pas conegudes |                 |        |          |
|                                          |                 |        |          |

## Demografia
| A partir de 1990: Població sense dobles comptes |